# Buziaczki
Buziaczki (cz. Pusinky) – czeski film fabularny z 2007 roku w reżyserii Karin Babinskiej. Jest pierwszym w tym kraju filmem opowiadającym otwarcie o lesbijskiej miłości. Zdjęcia kręcono w Žatcu.

## Fabuła
Są wakacje. Trzy nastoletnie dziewczyny: Iška, Karolína i Vendula, u progu dorosłości postanawiają wybrać się we wspólną podróż do Holandii. Właśnie zdały maturę i mają w planach popracować razem na farmie. Już od samego początku sprawy nie idą po ich myśli – do przyjaciółek dołącza nieproszony czternastoletni Vojta, młodszy brat Iški. Pogodnie zapowiadająca się wyprawa przeradza się powoli w konflikt, który wystawi na próbę ich przyjaźń. Bohaterki przejdą wewnętrzną przemianę prowadząca je ku dorosłości. Film opowie też o seksualnej inicjacji dziewcząt. Różnice charakterów sprawią, że każda z nich przeżyje ten ważny moment w inny sposób.

"Pusinky" powstawały przez siedem długich lat. Dla mnie i dla scenarzystki ten film to bardzo osobista wypowiedź. Szczerość i otwartość, na której nam zależało, zaskoczyła czeskich widzów, a niektórych wręcz zszokowała. Tymczasem naszym jedynym celem było opowiedzieć o tym, jak trudne może być dorastanie.

## Nagrody i nominacje
- 2007:
  - honorowe wyróżnienie dla najlepszego filmu na festiwalu filmowym Mezipatra w Pradze.
  - nominacja do Złotego Aleksandra na Festiwalu Filmowym w Salonikach

## Pełna obsada
- Filip Blažek jako Marek
- Marie Doležalová jako Iska
- Oldřrich Hajlich jako Vojta
- Erik Kalivoda jako Bobr
- Richard Krajčo jako Marek
- Mário Kubas jako Vrbar
- Petra Nesvačilová jako Vendula
- Sandra Nováková jako Karolína
- Matěj Ruppert jako Bedas
- Lenka Vlasáková jako Hanka